# Lintjärnet (Tösse socken, Dalsland)
Lintjärnet är en sjö i Åmåls kommun i Dalsland och ingår i Göta älvs huvudavrinningsområde.